# Embalse de la Paz
El embalse de la Paz, presa de la Paz o Peace Dam (평화의 댐) se encuentra en el río Bukhan, en Corea del Sur. Fue construido como protección para las posibles inundaciones catastróficas debidas a las aguas procedentes del embalse de Imnam, en Corea del Norte. La presa se completó en 2005; en principio, su único uso es preventivo, aunque se ha creado un lago de embalse.
La presa empezó a construirse en 1987, como reacción a la posible amenaza que representaba la construcción de la presa de Imnam en el río Bujan, tributario del río Han, debido a que este río, que nace en Corea del Norte, pasa por Seúl, la capital de Corea del Sur, y se temía que un accidente o un ataque malintecionado pudiera inundar la ciudad.
En 2002 se desveló mediante imágenes de satélite que la presa de Imnam tenía grietas, lo que podría ocasionar su rotura en caso de lluvias intensas. En 2005, además, Corea del Norte soltó una gran cantidad de agua que causó inundaciones detrás de la frontera.
La presa de la Paz se empezó a construir en 2012 y se terminó en 2014, tiene 601 metros de longitud y 125 metros de altura, y es capaz de albergar 2.610 millones de m³.